# Stamboom Johan IV van Nassau-Dillenburg
| Grootouders                                                                            | Johan I van Nassau-Siegen (ca.1339-1416) x 1357 Margaretha van der Marck (ca.1345-1409)  | Johan I van Nassau-Siegen (ca.1339-1416) x 1357 Margaretha van der Marck (ca.1345-1409)  | Johan I van Nassau-Siegen (ca.1339-1416) x 1357 Margaretha van der Marck (ca.1345-1409)  | Johan I van Nassau-Siegen (ca.1339-1416) x 1357 Margaretha van der Marck (ca.1345-1409)  | Jan III van Polanen (±1340-1394) x ca.1390 Odilia van Salm (ca. 1365-1428)               | Jan III van Polanen (±1340-1394) x ca.1390 Odilia van Salm (ca. 1365-1428)               | Jan III van Polanen (±1340-1394) x ca.1390 Odilia van Salm (ca. 1365-1428)                                                        |
| Ouders                                                                                 | Engelbrecht I van Nassau-Siegen (±1370/1380-1442) x 1403 Johanna van Polanen (1392-1445) | Engelbrecht I van Nassau-Siegen (±1370/1380-1442) x 1403 Johanna van Polanen (1392-1445) | Engelbrecht I van Nassau-Siegen (±1370/1380-1442) x 1403 Johanna van Polanen (1392-1445) | Engelbrecht I van Nassau-Siegen (±1370/1380-1442) x 1403 Johanna van Polanen (1392-1445) | Engelbrecht I van Nassau-Siegen (±1370/1380-1442) x 1403 Johanna van Polanen (1392-1445) | Engelbrecht I van Nassau-Siegen (±1370/1380-1442) x 1403 Johanna van Polanen (1392-1445) | Engelbrecht I van Nassau-Siegen (±1370/1380-1442) x 1403 Johanna van Polanen (1392-1445)                                          |
| Johan IV van Nassau-Dillenburg (1410-1475) x 1440 Maria van Loon-Heinsberg (1424-1502) |                                                                                          |                                                                                          |                                                                                          |                                                                                          |                                                                                          |                                                                                          | |
| Kinderen                                                                               | Anna (±1441-1514)                                                                        | Anna (±1441-1514)                                                                        | Johanna (±1444-±1468) x 1464 Philipp van Waldeck Wildungen                               | Odillia (±1445-1493)                                                                     | Adriana (1449-1477) x 1468 Filip I van Hanau-Münzenberg                                  | Engelbrecht II (1451-1504) x 1468 Cimburga van Baden (1450-1501)                         | Johan V (1455-1516) x 1482 Elisabeth van Hessen (1466-1523)                                                                       |
| Kinderen                                                                               | x 1467 Otto II van Brunswijk-Lüneburg (±1439-1471)                                       | x 1474 Filips van Katzenelnbogen                                                         | Johanna (±1444-±1468) x 1464 Philipp van Waldeck Wildungen                               | Odillia (±1445-1493)                                                                     | Adriana (1449-1477) x 1468 Filip I van Hanau-Münzenberg                                  | Engelbrecht II (1451-1504) x 1468 Cimburga van Baden (1450-1501)                         | Johan V (1455-1516) x 1482 Elisabeth van Hessen (1466-1523)                                                                       |
| Kleinkinderen                                                                          | ?                                                                                        | ?                                                                                        | ?                                                                                        | ?                                                                                        | ?                                                                                        | -                                                                                        | Hendrik III (1483-1538) Johan (1484-1504) Ernst (1486) Willem (1487-1559) Willem de Rijke Elisabeth (1488-1559) Maria (1491-1547) |